# Vagyim Valentyinovics Jevszejev
Vagyim Valentyinovics Jevszejev (oroszul: Вади́м Валенти́нович Евсе́ев; Mityiscsi, 1976. január 8. –) orosz válogatott labdarúgó.
Az orosz válogatott tagjaként részt vett a 2004-es Európa-bajnokságon.

## Sikerei, díjai
Szpartak Moszkva
- Orosz bajnok (4): 1996, 1997, 1998, 1999
- Orosz kupa (1): 1997–98

Lokomotyiv Moszkva
- Orosz bajnok (2): 2002, 2004
- Orosz kupa (2): 1999–00, 2000–01
- Orosz szuperkupa (1):  2003